# Ondřej Procházka
Ondřej Procházka (* 18. srpna 1985) je český basketbalista hrající Národní basketbalovou ligu za tým BK Kondoři Liberec. Hraje na pozici rozehrávače. Je vysoký 184 cm, váží 81 kg.

## Kariéra
- 2005 - 2007 : BK Kondoři Liberec
- 2007 - 2008 : BK Sadská
- 2008 - ???? : TJ Jindřichův Hradec

## Statistiky
| 2005/06  | 2. liga     | 28.3  | 14.2 | 7  | 3.5 |
| 2006/07* | Mattoni NBL | 146.8 | 9.2  | 35 | 2.2 |

 *Rozehraná sezóna - údaje k 20.1.2007